# BLACK DIAMOND (石井竜也のアルバム)
『BLACK DIAMOND』（ブラック・ダイヤモンド）は、2016年8月31日に発売された石井竜也20枚目のスタジオ・アルバム。

## 解説
デビュー30周年を迎えた石井が「今まで見た事のない新しい石井竜也を届ける」をテーマに制作した、記念すべき20枚目のアルバム。 HOME MADE 家族のMICROが2曲に参加。
初回盤は5月にZepp Tokyoにて行われたライヴツアー『ART NUDE-礎-』ライヴ映像収録DVDと同ライヴ写真集が同梱。通常盤はブックレット封入。

## 収録曲
- 全作詞・作曲：石井竜也（特記以外）
- 編曲：松ヶ下宏之
- 作詞：石井竜也・MICRO（M7.M9）

### CD
1. NAMELESS
2. DREAM BOY
3. OROKA
4. 突然SHOCK
5. BLACK ANGEL
6. LIFE IS…
7. VIBRATION feat.MICRO from HOME MADE 家族
8. 希望の答え
9. POKER FACE feat.MICRO from HOME MADE 家族
10. APPLAUSE
11. 黒の中の赤
12. SHADOW
13. NIGHTMARE
14. キセキ
15. 愛に触れて

### 初回限定盤DVD
1. OPENING～FOREST WALTZ～
2. Friend
3. 青に染まる窓
4. 君へのLOVE SONG
5. Please Please Please
6. VOICE
7. 予感
8. 別れの印影
9. 瞳の理由
10. もう一度あいたい
11. 砂の川
12. -ART PERFORMANCE-
13. 海
14. 雨上がりの二人
15. CAFE
16. On my road
17. 君へのLOVE SONG
18. OROKA